# فرودگاه تتیتلک
فرودگاه تتیتلک (به انگلیسی: Tatitlek Airport) یک فرودگاه همگانی بهره‌برداری هوایی با کد یاتا TEK است که یک باند فرود شن دارد و طول باند آن ۱۱۲۸ متر است. این فرودگاه در کشور ایالات متحده آمریکا قرار دارد و در ارتفاع ۱۹ متری از سطح دریا واقع شده است.